# Chrétien François Antoine Faure de Gière
Pour les articles homonymes, voir Faure.
Chrétien François Antoine Faure de Gière, né le 20 janvier 1769 à Lille (Nord), mort le 2 février 1813, est un général français de la révolution et de l’Empire.

## États de service
Entré comme élève à l'École d'artillerie le 1er septembre 1783, il en sort le 1er septembre 1785 avec le grade de lieutenant en second dans le régiment d'artillerie de Strasbourg (5e), et est successivement nommé lieutenant en premier dans le 6e régiment d'artillerie à pied le 1er avril 1791, capitaine en second dans le 4e le 6 février 1792, et capitaine commandant le 1er avril 1793. Sa conduite distinguée à l'armée des Alpes et à celle d'Italie, de 1793 à l'an V, le fait mettre souvent à l'ordre de l'armée.
Chef de bataillon le 5 thermidor an VI (23 juillet 1798), il fait partie de l'armée d'Orient et se signale pendant les campagnes d'Égypte et de Syrie, notamment à la bataille des Pyramides, où il se bat au corps à corps avec un chef mamelouk, s'empare de son sabre et le force à la retraite. Pour cet épisode il reçoit le sabre d'honneur du général en chef. Le 11 floréal an VII (30 avril 1799), Faure reçoit les épaulettes de colonel, et passe, le 1er pluviôse an X (21 janvier 1802), au commandement du 4e régiment d'artillerie à cheval.
Il devint membre de la Légion d'honneur le 19 frimaire an XII (11 décembre 1803), officier du même ordre le 25 prairial an XII (14 juin 1804), et est nommé, peu de temps après, électeur du département de l'Isère. 
Il fait les campagnes de la grande armée de l'an XIV à 1807, et est désigné, l'année suivante, pour prendre le commandement de la 2e division d'artillerie, sous les ordres du général Macdonald. 
En 1809, à la tête de son régiment, il est blessé d'une balle au passage de la Piave, et il a un cheval tué sous lui à la bataille de Raab. Napoléon Ier, sur le compte qui lui fut rendu de sa conduite à la bataille de Wagram, lui conféra le titre de baron de l'Empire ; il reçoit vers le même temps la décoration de la Couronne de Fer.
Nommé général de brigade le 23 juin 1811, il fait la campagne de Russie, et meurt à Berlin, le 2 février 1813.

## Source
« Chrétien François Antoine Faure de Gière », dans Charles Mullié, Biographie des célébrités militaires des armées de terre et de mer de 1789 à 1850, 1852 [détail de l’édition]